# José Fernández (pitcher)
José Fernández (Santa Clara, Cuba; 31 de julio de 1992- Florida, el 25 de septiembre de 2016) fue un jugador de béisbol profesional cubanoestadounidense, apodado por sus compañeros y los aficionados como “El Niño”, por su manera y actitud de jugar y convivir con sus compañeros de equipo. Formó parte del equipo de los Miami Marlins, perteneciente a Major League Baseball (MLB), en donde disputó 3 temporadas  (2013-2016). Fernández falleció en un accidente de bote a la edad de 24 años. La institución de los Miami Marlins retiró el número “16”  que él portaba en su uniforme en honor a él.

## Primeros años
José Fernández creció en Santa Clara, Cuba. Allí, él vivía en la misma calle y era amigo del futuro campo corto de Grandes Ligas (MLB) Aledmys Díaz.  Jugaron para el mismo equipo de béisbol juvenil, y el padre y el tío de Díaz animaron a la madre de Fernández a llevarlo al estadio. Fernández comentó que si el tío de Díaz no hubiera sido una influencia desde el principio de su vida, no habría seguido una carrera profesional de béisbol.
Conociendo a Orlando Chinea, un entrenador que había entrenado a algunos de los mejores lanzadores de Cuba antes de que desertara de Cuba, quien vivía en el área, Jiménez (padrastro de Fernández) hizo que su hijo entrenara con Chinea.  Asistió a la preparatoria “Braulio Alonso” en Tampa, Florida.  Jugando en el equipo de béisbol de la escuela secundaria, Fernández fue parte de los campeones estatales de Florida Clase 6A en su segundo año y en la temporada .  Antes de su último año en 2011, la Asociación Atlética de Escuelas Secundarias de Florida dictaminó que Fernández no era elegible, ya que ingresó al noveno grado mientras estaba en Cuba en 2006 y, por lo tanto, había agotado su elegibilidad. Los Rojos de Cincinnati de MLB estaban preparados para firmar a Fernández como agente libre internacional con un bono por firmar de $ 1.3 millones. Fernández ganó una apelación y fue declarado elegible para su último año, finalizando la búsqueda de Cincinnati. [11] En su último año, Fernández lanzó un récord de 13-1 en victorias y derrotas, con un promedio de carreras limpias (ERA) de 2.35 y 134 ponches. También lanzó dos no-hitters.

## Carrera profesional

### Draft y Ligas Menores
Los Florida Marlins seleccionaron a Fernández en la primera ronda, con la 14.ª selección general, del draft de la MLB de 2011. [9] Fernández firmó con los Marlins, recibiendo un bono por firmar de $ 2 millones. Después de firmar con los Marlins, hizo un comienzo para los Marlins de la Costa del Golfo de la Liga de la Costa del Golfo a nivel novato y un comienzo para los Jamestown Jammers de la Clase A-Temporada Corta Nueva York-Liga Penn. 
Terminó la temporada 2012 con un récord de 14-1 en victorias y derrotas, una efectividad de 1.75 y 158 ponches en 134 entradas lanzadas en Greensboro y Júpiter. Fue nombrado el Lanzador del Año de la Liga Menor de los Marlins.

#### Temporada de Novato (2013)
Antes de la temporada 2013, Baseball America clasificó a Fernández como el mejor prospecto de los Marlins y el quinto mejor prospecto en todo el béisbol.
Los Marlins invitaron a Fernández al entrenamiento de primavera, pero lo enviaron al campo de ligas menores antes de que comenzara la temporada. Sin embargo, optaron por agregar a Fernández a su lista del día de apertura de 25 hombres, debido en parte a las lesiones de Nathan Eovaldi y Henderson Álvarez. Fue el segundo jugador más joven de la Liga Nacional en esa temporada, más viejo que Bryce Harper de los Nacionales.
El 6 de julio de 2013, Fernández fue seleccionado para representar a los Miami Marlins para el equipo All Star de la Liga Nacional. Lanzó una sexta entrada perfecta en el Juego de Estrellas 2013 en el que ponchó a Dustin Pedroia, indujo a Miguel Cabrera a aparecer en un flyout y ponchó a Chris Davis. Con esta actuación, Fernández es uno de los tres únicos lanzadores en la historia del Juego de las Estrellas que ponchó a dos bateadores antes de su cumpleaños número 21 para su debut en el Juego de las Estrellas, los otros dos son Dwight Gooden y Bob Feller.

### Temporada 2014
Fernández comenzó su campaña de segundo año como abridor del Día de Apertura para los Marlins, convirtiéndose en el lanzador abridor del Día de Apertura más joven desde Dwight Gooden en 1986.  Fernández registró nueve ponches mientras caminaba ninguno, y se unió a Bob Gibson, Steve Carlton, Ferguson Jenkins, Walter Johnson y Cy Young como los únicos lanzadores que lo hicieron en el Día Inaugural. El 12 de mayo, Fernández fue colocado en la lista de incapacitados por 15 días debido a un esguince en el codo derecho.  Se sometió a una cirugía de Tommy John el 16 de mayo. Hizo ocho aperturas, con 4-2 con una efectividad de 2.44 y 70 ponches en 2014.

### Temporada 2015
Fernández comenzó la temporada 2015 en la lista de discapacitados de 15 días, pero luego fue trasladado a la lista de discapacitados de 60 días para continuar la recuperación de la cirugía de Tommy John.  El 15 de junio, los Marlins anunciaron que debutaría en la temporada el 2 de julio.  En su debut, Fernández registró seis ponches en seis entradas. También pegó un jonrón. Fernández regresó a la lista de discapacitados en agosto con una tensión de bíceps en su brazo de lanzamiento.  Regresó al montículo en septiembre y estableció un récord de Grandes Ligas por triunfos consecutivos en casa por un solo lanzador con su decimoséptima victoria de ese tipo el 25 de ese mes.

### Temporada 2016
Para ayudarlo a recuperarse de la cirugía de Tommy John, Fernández redujo el uso de su bola rápida durante el entrenamiento de primavera en 2016 y comenzó a trabajar en sus lanzamientos secundarios.  Apareciendo como un bateador emergente en la 12.ª entrada contra los Bravos de Atlanta el 1 de julio, Fernández se duplicó en dos carreras para poner a los Marlins adelante 7–5, que terminó siendo el marcador final. Se convirtió en el segundo lanzador en la historia de los Marlins en producir un hit ganador del juego, después de Dennis Cook el 1 de agosto de 1997. Fernández apareció en el MLB All-Star Game 2016.}
El último juego de Fernández fue el 20 de septiembre. Lanzó ocho entradas en blanco en una victoria por 1-0 contra los líderes nacionales de la división, ponchando a 12 bateadores y permitiendo solo tres hits sin bases por bolas. Luego, Fernández le dijo a un compañero de equipo que era "el mejor juego que ha lanzado", recordó el jugador de cuadro de los Marlins, Martín Prado.  Terminó el 2016 con un 12.5 ponches líder en Grandes Ligas por nueve entradas y un nuevo récord de la temporada de los Marlins de 253 ponches, en 182 entradas y media. Ganó 16 juegos, el mejor de sus cuatro años de carrera, mientras que perdió ocho, con una efectividad de 2.86. Para su carrera, tuvo un récord de ganados y perdidos de 38-17 para un porcentaje de victorias de .691 y una efectividad de 2.58.

## Muerte
El 25 de septiembre de 2016, Fernández murió en un accidente de barco en Miami Beach, Florida. La Guardia Costera de EE. UU. encontró el bote, Kaught Looking, aproximadamente a las 3:00 a. m., volcado en un embarcadero cerca de Government Cut y South Pointe Park, y encontró a Fernández y otros dos hombres, Eduardo Rivero y Emilio Jesús Macías, muertos. Un funcionario de la Comisión de Vida Silvestre de Florida confirmó inicialmente que Fernández había muerto por el impacto del choque.  La comisión recibió un informe de toxicología del médico forense del condado de Miami-Dade, pero optó por no divulgar los resultados.
El 16 de marzo de 2017, el informe de investigación final sobre el incidente confirmó que Fernández conducía el barco en el momento del incidente "de manera imprudente, a una velocidad extremadamente alta, en la oscuridad de la noche, en un área con peligros de navegación conocidos, tales como muelles de roca y marcadores de canal ". El informe concluyó que estaba legalmente borracho, con un contenido de alcohol en sangre de 0.147, casi el doble del límite legal de 0.08; tenía cocaína en su sistema; y violó varias leyes estatales, incluida la navegación bajo la influencia, homicidio involuntario, homicidio por barco y la operación imprudente o descuidada de un barco.